# ددوود (داکوتای جنوبی)
ددوود(به انگلیسی: Deadwood) شهری در ایالت داکوتای جنوبی کشور ایالات متحده آمریکا است که جمعیت آن در سرشماری سال ۲۰۱۰ میلادی، ۱٬۲۷۰ نفر بوده‌است.

## نگارخانه

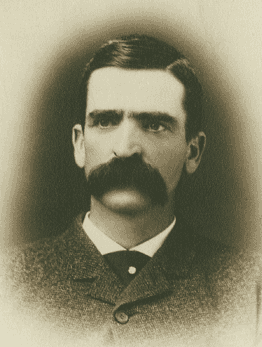
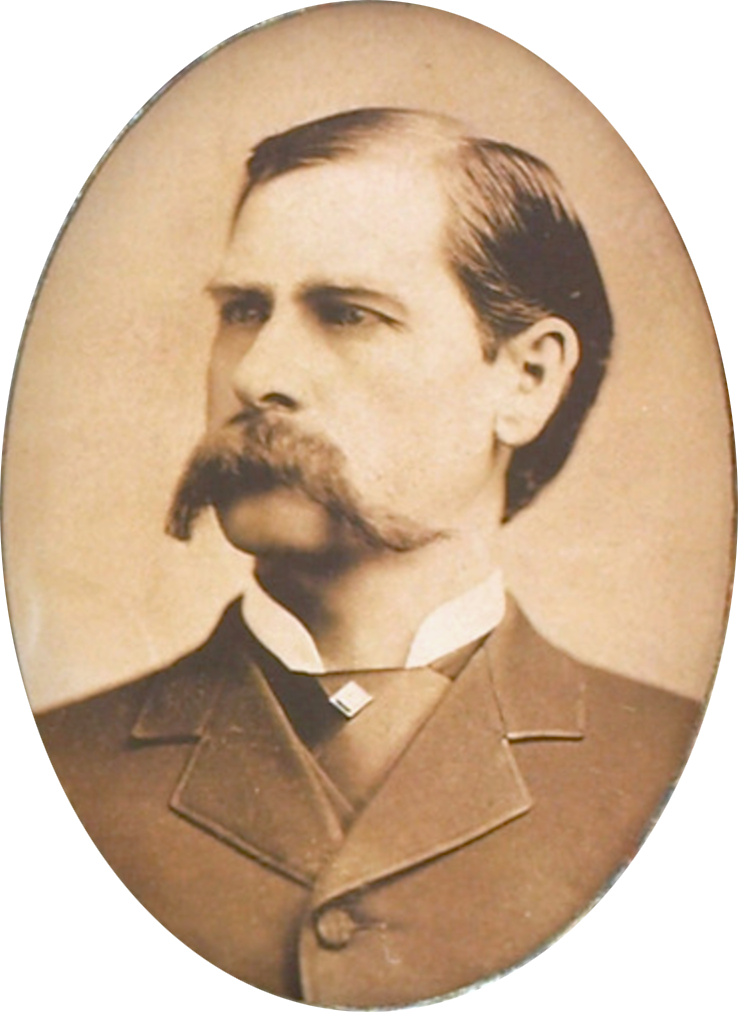
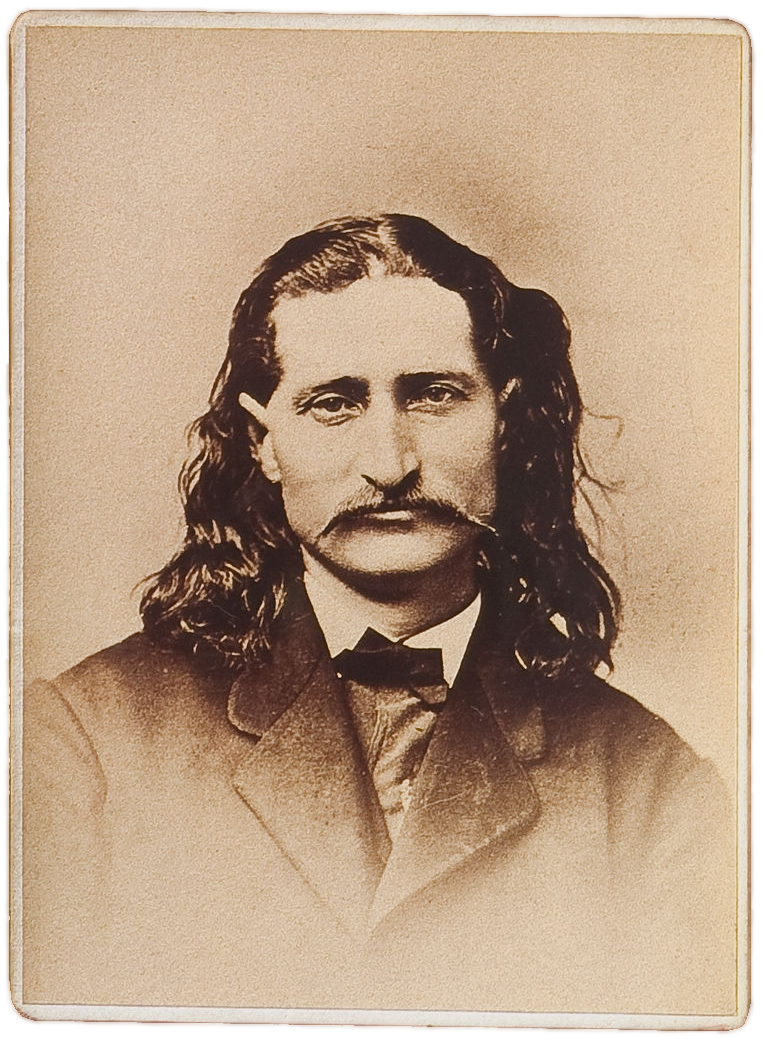
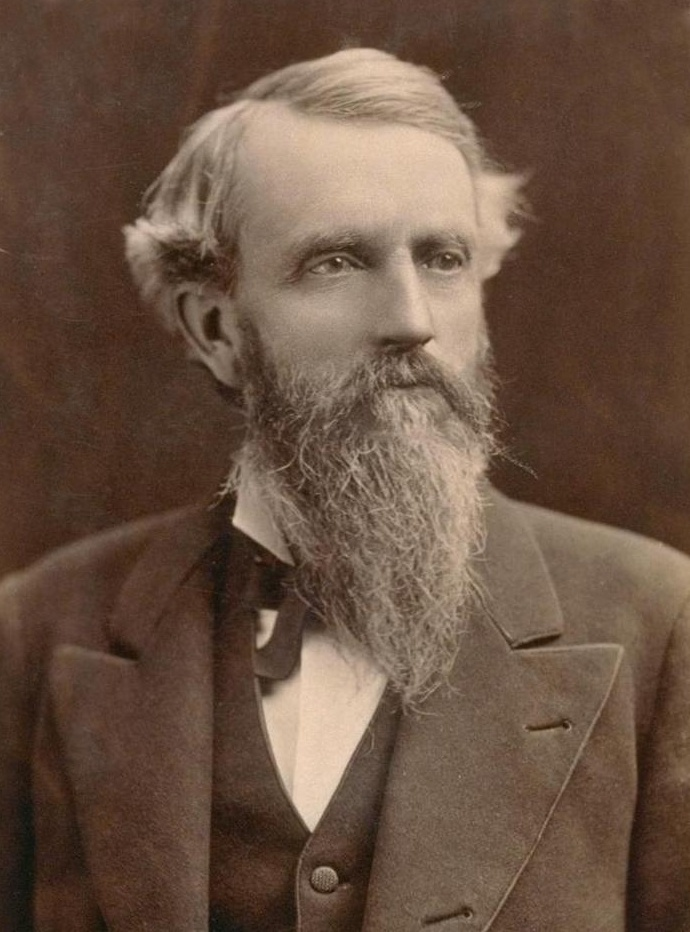
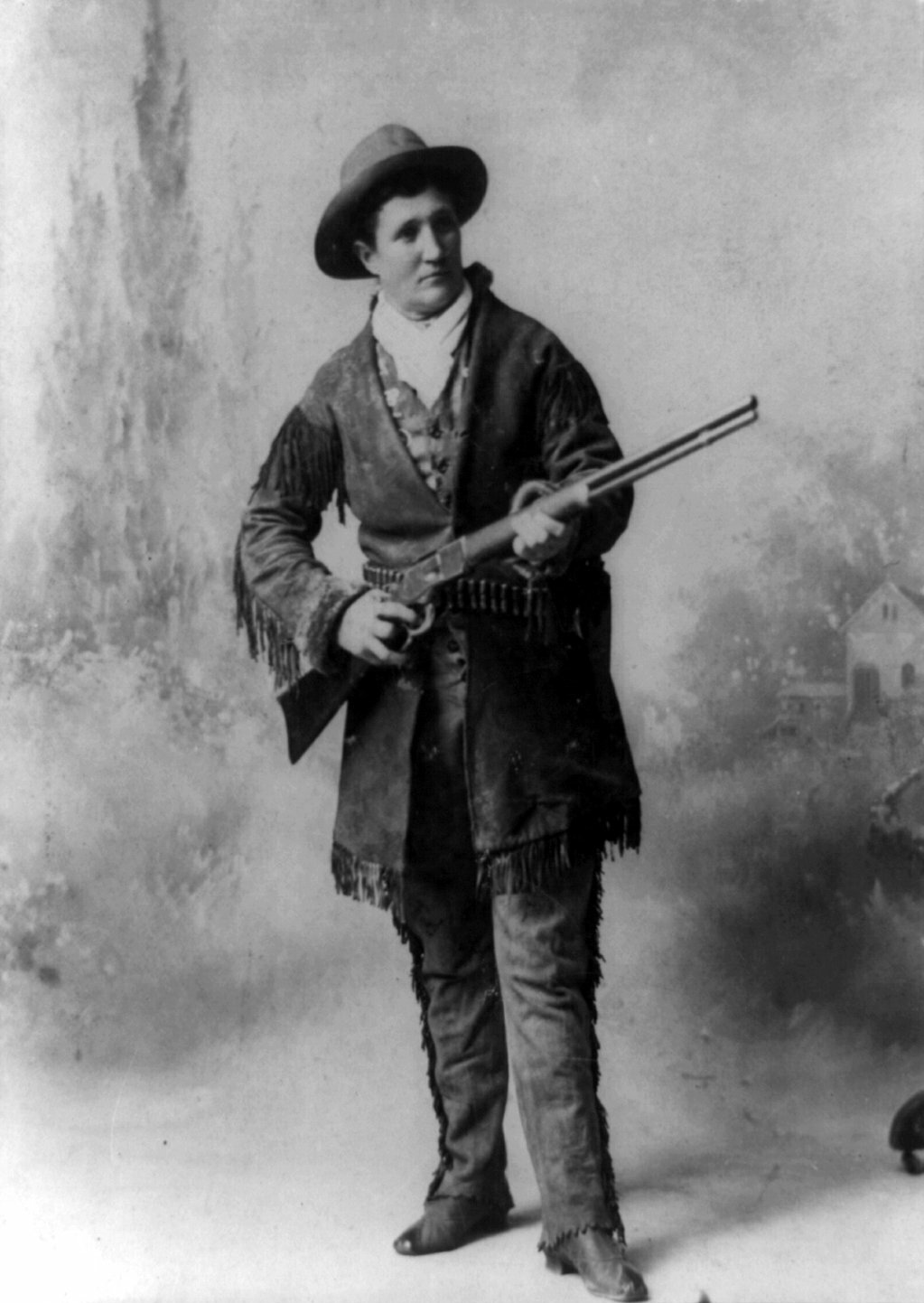